# 司茜
司 茜（つかさ あかね、1939年 - ）は、日本の詩人。

## 来歴
大阪府布施市（現東大阪市）生まれ。戦時下の1944年に母の郷里である福井県高浜町に疎開し育った。福井県立若狭高等学校卒業。奈良県大和郡山市在住。
1992年に大阪文学学校に参加し、詩誌「楽市」、地球の元同人、現在は「山脈」、「若狭文学」同人、「詩のひろば」元発行人、現在は「風鐸」の発行人である。
1994年に第一詩集『若狭に想う』を出版、収録の詩「若狭に想う」で第4回日本海文学大賞を受賞した。2002年出版の第二詩集『番傘をくるくる』に収録した詩「若狭内浦の里」は『女性たちの現代詩　日本100人選詩集』(麻生直子編、2004年、梧桐書院）に選ばれ、埼玉県羽生市の第一回ふるさとの詩の入選作品ともなった。2002年出版の第二詩集『番傘をくるくる』は日本図書館協会選定図書。2010年出版の第三詩集『塩っ辛街道』により第22回富田砕花賞を受賞した。
また歌手中村美律子のＣＤ「朱雀門」の収録歌「都なら」の作詞者でもあり、タイトル歌「朱雀門」の作詞者であるジェームス三木が、司の詩集『番傘をくるくる』に帯文を寄せている。
日本現代詩人会会員。日本詩人クラブ会員。日本ペンクラブ会員。大和郡山市の古事記1300年紀事業「ふるさと語り部エッセイ」の選考委員、日本現代詩歌文学館評議委員を務める。

### 詩集
- 『若狭に想う』（1994年、書肆青樹社）
- 『番傘をくるくる』（2002年、洛西書院）
- 『塩っ辛街道』（2010年、思潮社）